# Masturbate-a-thon

Logo Masturbate-a-thon, inspirowane Fascinus, czyli starożytnym rzymskim amuletem w kształcie penisa, który ma przynosić szczęście i chronić przed „złym okiem”.

Masturbate-a-thon – wydarzenie, którego uczestnicy masturbują się, aby zebrać pieniądze na cele charytatywne, zwiększyć świadomość społeczną i rozwiać wstyd i tabu związane z tą formą aktywności seksualnej. W latach 1998–2003 w ramach akcji Masturbate-a-thon zebrano około 25 tysięcy dolarów na rzecz inicjatyw związanych ze zdrowiem kobiet oraz organizacji zajmujących się profilaktyką, edukacją i leczeniem zakażeń wirusem HIV. Akcja ta przyczyniła się także do debat na temat bezpiecznego seksu. Podczas wydarzenia przyznawane są wyróżnienia dla osób, które osiągnęły najwięcej orgazmów, masturbowały się przez najdłuższy czas, osiągnęły najdłuższy zasięg wytrysku oraz przebyły największą drogę w celu dotarcia na wydarzenie, a także dla tych, które zbiorą najwięcej pieniędzy.

## Historia
W maju 1995 roku działający w San Francisco sklep z zabawkami erotycznymi Good Vibrations ogłosił maj Miesiącem Masturbacji. Od tego czasu zachęca ludzi do szukania sponsorów w celu zbierania funduszy na cele charytatywne, które koncentrują się na pozytywnym podejściu do seksu.
W Europie takie wydarzenie odbyło się po raz pierwszy 5 sierpnia 2006 r. w Londynie. Celem było zniesienie tabu i wstydu związanego z masturbacją. Setki osób zbierało pieniądze na rzecz organizacji charytatywnej Terrence Higgins Trust i agencji Marie Stopes International.  Wydarzenie, zwane także Wank-a-Thon, zostało zarejestrowane przez londyńską firmę ZigZagProductions w ramach tworzenia filmu dokumentalnego o tym wydarzeniu. Plany wyemitowania tego na kanale Channel 4 w ramach cyklu Wank Week zostały jednak porzucone, łącznie z programem dotyczącym europejskiego tygodnia fetyszu i skóry.
W 2009 roku Masanobu Sato wygrał Masturbate-a-thon zorganizowany przez Centrum Seksu i Kultury w San Francisco, masturbując się przez dziewięć godzin i trzydzieści trzy minuty.
W 2012 roku w Shenzhen z okazji Światowego Dnia AIDS odbył się pierwszy konkurs masturbacji. Organizatorzy wydarzenia wyjaśnili, że celem konkursu jest promocja masturbacji jako najbezpieczniejszej formy seksu i skutecznego sposobu unikania zakażenia wirusem HIV.
Pierwszy Masturbate-a-thon („Wankfest”) w Montrealu odbył się 4 maja 2013 r. Wydarzenie miało na celu zebranie pieniędzy na rzecz organizacji charytatywnej Head and Hands, zajmującej się edukacją seksualną młodzieży i działalnością informacyjną, a także na rzecz Sexploreum, grupy edukacyjnej dla dorosłych. Edycja w 2014 roku została odwołana z powodu braku zgłoszeń.

## Rekordy
Podczas Masturbate-a-thonów odnotowano następujące rekordy:
- Najdłuższy czas masturbacji u mężczyzny:
  - w 2008 r. Masanobu Sato masturbował się przez 9 godzin i 33 minuty[4][15];
  - w 2009 r. pobił swój własny rekord, masturbując się przez 9 godzin i 58 minut[4][15][16];
- Najdłuższy czas masturbacji u kobiety:
  - w 2008 r. uczestniczka o pseudoniemie "Kitty Kat" masturbowała się przez 7 godzin i 6 minut; podczas tego miała założone kocie uszy[4] (takie, jak u catgirl);
- Najwięcej orgazmów u mężczyzny:
  - w 2008 r. Michael Haripem osiągnął na masturbate-a-thonie 31 orgazmów[4];
- Najwięcej orgazmów u kobiety:
  - w 2008 r. uczestniczka o pseudonimie Lady Monster osiągnęła 20 orgazmów[4];
- Najdłuższy zasięg wytrysku:
  - w 2009 uczestnik o pseudonimie Flint Greasewood osiągnął wytrysk o długości 5 stóp i 4 cali[4], tj. 162,56 cm.